# Ems
Sông Ems là một con sông chảy ở tây bắc Đức và đông bắc Hà Lan. Sông này chảy qua các bang Bắc Rhine-Westphalia và Lower Saxony và tạo thành biên giới bang giữa Lower Saxon của Đông Friesland (Đức) và tỉnh Groningen (Hà Lan. Sông này dài 371 km.
Nguồn của con sông ở phía nam rừng Teutoburg ở North Rhine-Westphalia. Ở Lower Saxony, con suối trở thành một con sông tương đối lớn. Đây là khu vực đầm lầy Emsland được đặt tên theo dòng sông. Tại Meppen, sông Ems được bổ sung nước từ chi lưu lớn nhất của nó là sông Hase. Sau đó nó chảy về phía bắc, gần biên giới Hà Lan, vào Đông Frisia. Gần Emden, sông chảy vào vịnh Dollard Hà Lan (một vườn quốc gia) và sau đó tiếp tục như một dòng sông thủy triều đến thành phố của Hà Lan Delfzijl.
Giữa Emden và Delfzijl, sông Ems tạo thành biên giới giữa Hà Lan và Đức và là đối tượng tranh chấp nhẹ: người Hà Lan tin rằng biên giới chạy qua trung tâm địa lý của cửa sông, trong khi cho nó chạy qua các kênh sâu nhất (đó là gần bờ biển Hà Lan). Khi các bên là các nước thân thiện với một biên giới mở, tranh luận không đi xa hơn một thỏa thuận không đồng ý.
Chảy qua Delfzijl qua, sông Ems đổ vào biển Wadden, một phần của Biển Bắc. Hai eo biển phân tách các hòn đảo Đức Borkum với Rottumeroog của nước láng giềng (Hà Lan) và Memmert (Đức) tiếp tục "Ems", khi họ được gọi là Westere (e) ms và Osterems (Tây và Đông Ems).